# Crossopriza cylindrogaster
Crossopriza cylindrogaster är en spindelart som beskrevs av Simon 1907. Crossopriza cylindrogaster ingår i släktet Crossopriza och familjen dallerspindlar.
Artens utbredningsområde är Guinea-Bissau. Inga underarter finns listade i Catalogue of Life.